# Fort Saint-Louis (Terre-Neuve)
Pour les articles homonymes, voir Fort Saint-Louis.
 (novembre 2023).
Si vous disposez d'ouvrages ou d'articles de référence ou si vous connaissez des sites web de qualité traitant du thème abordé ici, merci de compléter l'article en donnant les références utiles à sa vérifiabilité et en les liant à la section « Notes et références ».
Fort Saint-Louis fut un fort français construit au XVIIe siècle sur l'île de Terre-Neuve à l'époque de la Nouvelle-France.
Vers 1690, débutèrent les travaux de construction d'un nouveau fort français sur l'île de Terre-Neuve.
En 1662, les Français avaient établi un comptoir commercial stratégique dans une crique bien protégée donnant sur la baie de Placentia qui sépare la péninsule d'Avalon du reste de l'île de Terre-Neuve et situé près des Grands Bancs poissonneux.
Afin de protéger ce lieu, plusieurs forts furent érigés autour de cette crique, le fort de Plaisance dès 1662, le fort Royal en 1687 et le fort Saint-Louis en 1690.
Le fort Saint-Louis fut construit à l'intérieur de la rade afin de protéger la petite cité portuaire de Plaisance de toute attaque ennemie. Il vint renforcer l'ancien fort de Plaisance construit en bois. Le fort Saint-Louis fut bâti en pierre. Son enceinte mesurait près de 250 mètres de long, ceinturant deux bastions, le quartier général du gouverneur et les bâtiments de la garnison. Les remparts s'élevaient à quatre mètres de haut et les murs d'enceinte mesurait deux mètres d'épaisseur. Près d'une trentaine de canons étaient opérationnels sur ce fort.
En 1713, le traité d'Utrecht force les Français à abandonner leurs établissements de Terre-Neuve. "Plaisance" deviendra "Placentia". Les habitants français seront déplacés vers l'Île Royale où débutera la construction de Louisbourg.